# 刘庆峰
刘庆峰（1973年2月24日—），安徽泾县人，汉族，中华人民共和国企业家、第十二届全国人民代表大会安徽地区代表。
1990年考入中国科学技术大学信号与信息处理专业，1999年创办安徽科大讯飞股份有限公司，并担任总裁至今，2009年4月起同时兼任董事长；在中文语音核心技术做出创新成就。2008年起担任全国人大代表。2013年，被选为全国人大代表。2018年获颁北京师范大学-香港浸会大学联合国际学院荣誉院士。2018年2月24日，当选为第十三届全国人大代表。